# Gorybia minima
Gorybia minima là một loài bọ cánh cứng trong họ Cerambycidae.